# Franz Commer
Franz Aloys Theodor Commer, född 23 januari 1813 i Köln, död 17 augusti 1887 i Berlin, var en tysk musikhistoriker.
Commer kom 1832 till Berlin, där han studerade under Carl Friedrich Rungenhagen och Adolf Bernhard Marx och fick i uppdrag att ordna biblioteket vid kungliga institutet för kyrkomusik. Hans på detta sätt framkallade historiska studier resulterade i flera samlingar av äldre kompositioner, bland annat Collectio operum musicourm batavorum sæculi XVI:1 (12 band, 1840–) samt Musica sacra. Cantiones XIV:1, XVII:1 sæculorum (28 band, 1839–).  
Samtidigt innehade Commer åtskilliga anställningar som kördirigent och sånglärare, stiftade tillsammans med Hermann Küster och Theodor Kullak Tonkünstler-Verein i Berlin och jämte Robert Eitner 1868 Gesellschaft für Musikforschung i Berlin  samt utnämndes 1845 till professor. Commer komponerade diverse körsaker och musik till antika dramer.